# Крутильний маятник

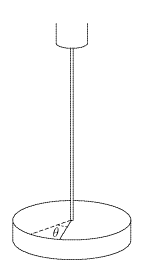
Розрахункова схема крутильного маятника

Крути́льний ма́ятник (торсіо́нний ма́ятник, оберто́вий ма́ятник) — це тверде тіло, закріплене на жорсткій підвісці (торсіоні), яке може здійснювати крутильні коливання під дією сил пружності деформації кручення підвіски.

## Рівняння руху
При закручуванні маятника на кут θ згідно із законом Гука для деформацій зсуву виникає момент пружної сили, який намагається повернути маятник у положення рівноваги:
{\displaystyle M=-\kappa \theta \,}
де {\displaystyle M} — момент сили, прикладеної до торсіона у Н·м;
{\displaystyle \theta \,} — відносний кут закручення у радіанах на метр довжини стрижня торсіона (рад/м);
{\displaystyle \kappa \,} — константа вимірювана у Н·м²/рад, що носить назву жорсткість при крученні і характеризується добутком модуля зсуву (модуля пружності другого роду) та полярного моменту інерції: {\displaystyle \kappa =G\cdot I_{p}.} Жорсткість при крученні характеризує момент сили, що потрібен для скручування одиниці довжини стрижня (торсіона) на кут в один радіан.
Оскільки після закручування маятник буде здійснювати обертальний рух навколо своєї вертикальної осі, яка проходить через точку підвісу вздовж торсіона, то:
{\displaystyle M=I_{p}\epsilon \,}
де {\displaystyle \epsilon ={\ddot {\theta }}} — кутове прискорення.
На основі цих рівнянь та увівши позначення {\displaystyle \omega _{0}^{2}={\frac {\kappa }{I_{p}}}}, отримаємо диференціальне рівняння гармонічних коливань крутильного маятника:
{\displaystyle {\ddot {\theta }}+\omega _{0}^{2}\theta .}
Розв'язком цього рівняння є рівняння гармонічних коливань:
{\displaystyle \theta =\theta _{0}\cos \left(\omega _{0}t+\phi \right).}
Період коливань крутильного маятника:
{\displaystyle T=2\pi {\sqrt {\frac {I_{p}}{\kappa }}}.}

## Використання
На основі крутильних маятників створюють чутливі механічні прилади. Саме за допомогою крутильного маятника вивчається, наприклад, гравітаційна взаємодія масивних тіл в лабораторних умовах і перевіряється закон всесвітнього тяжіння у субміліметровому масштабі.
Крутильним маятником є баланс — деталь балансирного механізму механічних годинників, обертальні коливання якого визначають точність їх ходу.
У 2005 році було опубліковане повідомлення про створення крутильного маятника на одній молекулі — одностінній вуглецевій нанотрубці.